# 柏特拉再也州立清真寺
1°34′53″N 110°20′29″E / 1.5813474°N 110.3412543°E
柏特拉再也州立清真寺（阿拉伯语：‎），又稱佳美清真寺，是一座位於馬來西亞砂拉越州首府古晉柏特拉再也（Petra Jaya）的州立清真寺，位於砂拉越河以北的佩特拉再也。
清真寺於1987年動工、1990年10月5日啟用。清真寺的宣禮塔高99米，象徵真主的九十九個尊名。可容納一萬人聚禮。